# Автошлях B23 (Німеччина)
Федеральний автошлях 23 (B23, нім. Bundesstraße 23)  —  німецька федеральна дорога у  Баварії. Вона веде від Пайтінга до німецько-австрійського кордону поблизу Грізена, є частиною німецької Альпійської дороги, а між Пайтінгом і Роттенбухом є частиною Романтичної дороги. Разом з B17 і B472 він утворює найшвидше сполучення з Аугсбурга до Гарміш-Партенкірхена і далі через федеральну трасу 2 до Міттенвальда та Інсбрука, а також до перевалу Бреннер. Між Пайтінгом і Оберау її курс в основному відповідає середньовічній імперській дорозі Via Imperii.